# Acalypha claussenii
Acalypha claussenii é uma espécie de flor do gênero Acalypha, pertencente à família Euphorbiaceae.